# The Grim Toll of War
The Grim Toll of War è un cortometraggio muto del 1913 diretto da Kenean Buel. Prodotto dalla Kalem Company, il film fu distribuito nelle sale dalla General Film Company il 12 marzo 1913, interpretato da Anna Q. Nilsson e da Guy Coombs.

## Produzione
Il film fu prodotto dalla Kalem Company

## Distribuzione
Il film fu distribuito nelle sale degli Stati Uniti dalla General Film Company il 12 marzo 1913.